# Терраформирование Европы

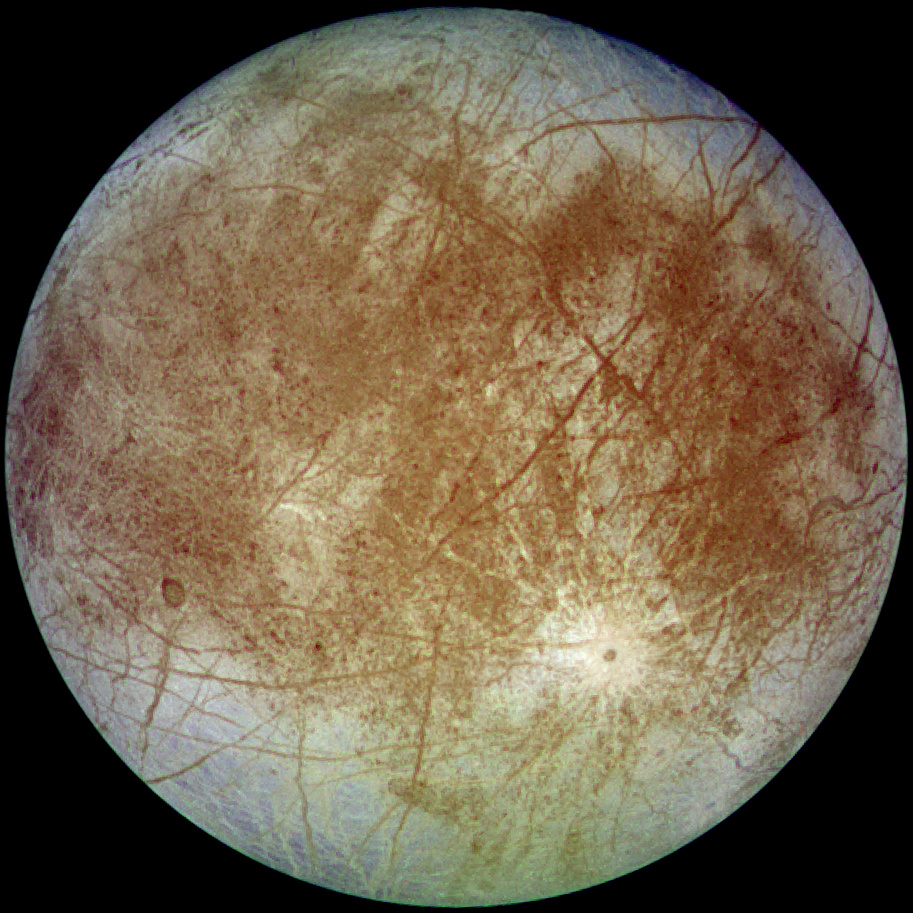
Примерные естественные цвета Европы

Терраформирование Евро́пы — это гипотетический процесс, позволяющий сделать климат спутника Юпитера Европы пригодным для жизни людей. Вокруг Юпитера очень большой радиационный пояс, но предполагается, что его можно преодолеть с помощью космических технологий.
Для терраформирования Европы потребуются большие перемены:
- Нужно выработать озоновый слой, который должен будет поглощать ультрафиолетовое излучение и уменьшать количество вредного излучения, достигающего поверхности.
- Необходимо установить магнитное поле.
- Процент кислорода должен быть подходящим (на Земле он составляет около 21 % от атмосферы).
- Атмосферное давление должно повышаться.
- Необходимо удалить лишнюю поверхностную воду или лёд.

## Причины
Астрономы прогнозируют, что через три миллиарда лет Солнце будет на 33 % ярче. Потепление Солнца и повышенная солнечная радиация приведут к испарению океанов Земли. Обитаемая зона переместится дальше от Солнца.
Даже если Европа в будущем получит ту же гравитационную кинетическую и электромагнитную энергию, что и Юпитер, Солнце будет слишком горячим, чтобы Европа была пригодна для жизни.

## Преимущества
Было высказано предположение, что воду можно найти в нижней части Европы. Если вода на самом деле не существует под ее поверхностью, даже если она заморожена, жизнь может быть не только простой, но в то же время жизнь может развиваться в глубокой воде. Губки, гребешки, улитки, рыбы и многие микроорганизмы. Несмотря на холодные условия, микроорганизмы процветали под льдом в антарктическом регионе Нью-Харбор.

## Необходимые изменения
На Европе атмосфера тонкая и с меньшим давлением, чем на Земле.
|                        | Европа              | Земля                     |
| ---------------------- | ------------------- | ------------------------- |
| Давление               | 0.1 μPa (10−12 bar) | 101,325 kPa (14,6959 psi) |
| Диоксид углерода (CO²) | 0 %                 | 0.04 %                    |
| Азот (Н²)              | 0 %                 | 78.08 %                   |
| Аргон (Ar)             | 0 %                 | 0.93 %                    |
| Кислород (О²)          | 100 %               | 20.95 %                   |

### Построение атмосферы

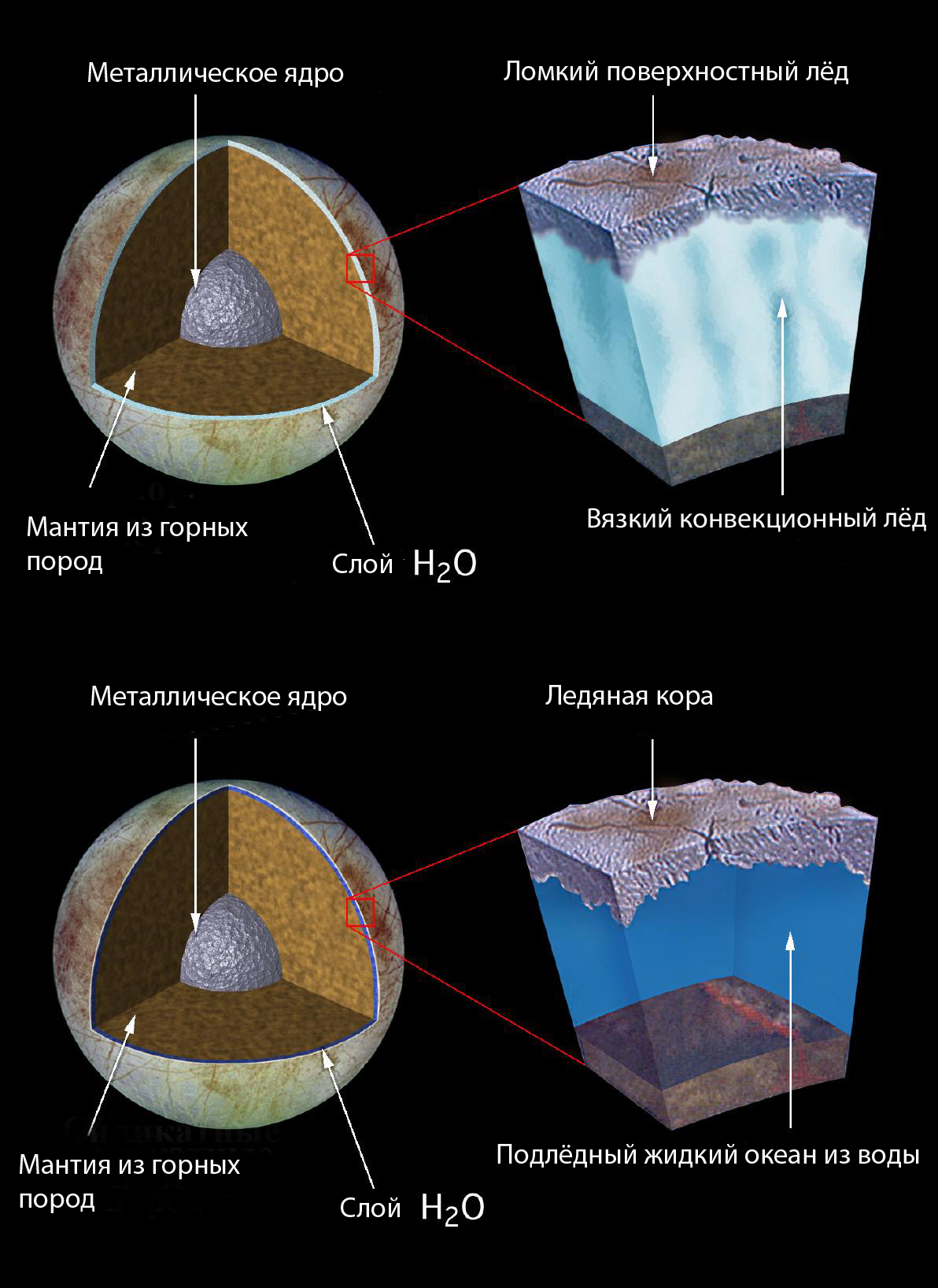
Две возможные модели Европы

Хотя на практике требуется более высокое общее давление, давление не менее 0,2 бар для кислорода необходимо для дыхания человека.

### Отправить аммиак
Другой, более сложный метод — использовать аммиак, мощный парниковый газ. Большое количество аммиака может присутствовать на планетах Солнечной системы. Постоянное небольшое воздействие также будет способствовать повышению температуры и массы атмосферы.

### Отправить метан
Эти газы могут использоваться для производства воды и СО2, для начала процесса фотосинтеза растений.

### Использование спутника в качестве отопления
Использование спутника в качестве нагревательного средства может растопить лёд на поверхности и превратить его в жидкость.

### Обстрел
При бомбардировке можно направить на поверхность Европы аммиак, парниковый газ, вышеупомянутые вещества и семена.

## Пояса магнитного поля и излучения Юпитера
Европа получает около 540 рад в день (500 уже потенциально смертельно опасны), что создаёт угрозу для здоровья живых существ.
Несмотря на это, УФ-излучение может быть заблокировано. Верхние атмосферные компоненты могут обеспечить защиту.